# Raich
Raich ist seit dem 1. Januar 2009 ein Ortsteil der Gemeinde Kleines Wiesental im Landkreis Lörrach in Baden-Württemberg.

## Geografie

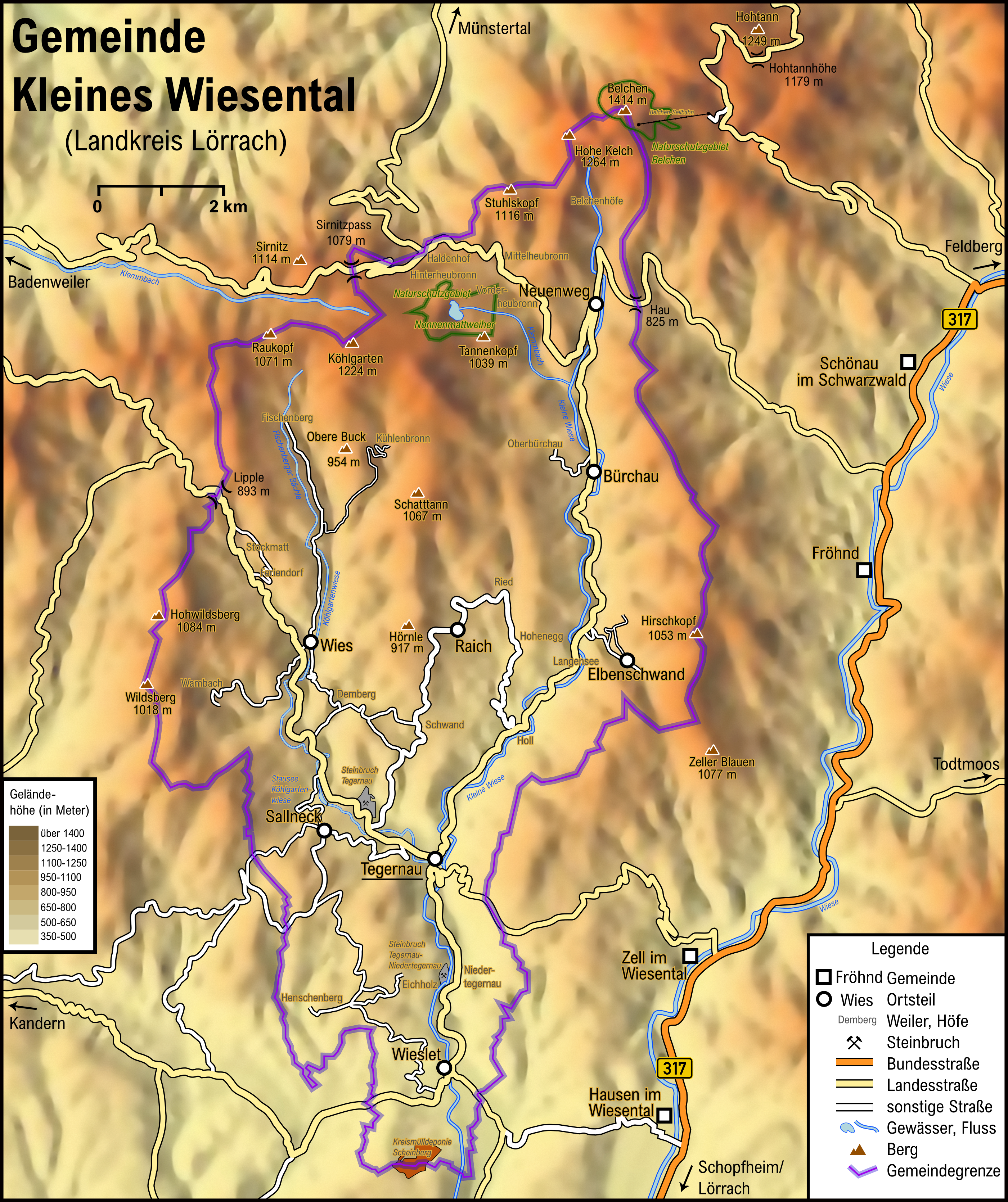
Karte der Gemeinde Kleines Wiesental

### Lage
Raich liegt im Naturpark Südschwarzwald im Tal der Kleinen Wiese in 560 bis 1160 Meter Höhe. Rund 70 % des früheren Gemeindegebiets sind bewaldet.
Die Raicher Ortsstraße stellt einen Passübergang zwischen Schwand und Holl dar.

### Gliederung
Im Gebiet der früheren Gemeinde Raich liegen die Dörfer Raich, Hohenegg, Oberhäuser und Ried, der Hof Scheurenhof und die Einzelhäuser und Häusergruppen Am Rain, Burstel und Lochhäuser (Im Loch). Im früheren Gemeindegebiet liegen die aufgegangene Ortschaft Kastelhöfe, die teilweise auch im Gebiet der früheren Gemeinde Bürchau liegt, und die abgegangenen Burgen Alt-Waldeck und Sitliburg.

## Geschichte
Als Aich wurde der Ort bereits im 15. Jahrhundert erwähnt. Frühere Erwähnungen fehlen bisher. Mit der Neuordnung des Großherzogtums Baden 1809 wurde aus den Teilen Raich, Ried, Hohenerr und Oberhäuser eine einzige Vogtei bzw. eine zusammenhängende Gemeinde gebildet, die dem Bezirksamt Schopfheim unterstellt war. Mit der definitiver Auflösung dieses Bezirksamtes per 1. April 1938 wurde für Raich das staatliche Bezirksamt Lörrach zuständig, das per 15. Juni 1939 zusammen mit dem bisherigen Kreis Lörrach als Verband der kommunalen Selbstverwaltung durch den Landkreis Lörrach als unterer staatlicher Verwaltungsbezirk (Organleihe) und gleichzeitig Selbstverwaltungskörperschaft ersetzt wurde.
Am 1. Januar 2009 wurde die zuvor selbstständige Gemeinde Raich in die neu gegründete Gemeinde Kleines Wiesental eingegliedert.

## Politik
Bis zur Auflösung der Gemeinde bestanden die politischen Organe aus dem ehrenamtlichen Bürgermeister und dem Gemeinderat mit acht Mitgliedern. Sitz der örtlichen Gemeindeverwaltung war das 1868 erbaute Rathaus im Ortsteil Ried.
Die frühere Gemeinde gehörte bis zu ihrer Auflösung am 1. Januar 2009 zum Gemeindeverwaltungsverband „Kleines Wiesental“ mit Sitz in Tegernau. Der heutige Ortsteil Raich der Gemeinde Kleines Wiesental hat einen Ortsvorsteher und einen Ortschaftsrat mit vier Mitgliedern. Im Gemeinderat ist Raich mit einem Mitglied vertreten.

## Wappen
Blasonierung: „In Silber ein aus dem unteren Schildrand wachsender roter Hirschkopf mit zwölfendigem Geweih, zwischen den Stangen schwebend der badische Wappenschild.“ Das Wappen wurde vom Generallandesarchiv Karlsruhe entworfen und 1904 von der 1809 gebildeten zusammengesetzten Gemeinde Raich angenommen. Der Hirschkopf erinnert an frühere grundherrliche Rechte des Klosters St. Blasien in Teilen der Gemeinde, das badische Wappen betont die jahrhundertelange badische Landeshoheit.

## Bevölkerung und Religion

### Einwohnerentwicklung
Die Zahl der Einwohner von Raich ist seit vielen Jahren beständig rückläufig: Auch innerhalb der schrumpfenden Gesamtgemeinde ist der Rückgang der Bevölkerung in den Bergdörfern, wie Raich mit etwa 20 % seit der Jahrtausendwende auffallend. Dabei zeigt der Sieg im Dorfwettbewerb „Unser Dorf hat Zukunft“ 1985, dass die Ortschaft durchaus überdurchschnittliche Anstrengungen zur Hebung der Attraktivität unternommen hat.
| Jahr | Einwohner |
| ---- | --------- |
| 1852 | 457       |
| 1871 | 461       |
| 1880 | 422       |
| 1890 | 391       |
| 1900 | 373       |
| 1910 | 350       |
| 1925 | 312       |
| 1933 | 312       |

| Jahr | Einwohner |
| ---- | --------- |
| 1939 | 295       |
| 1950 | 300       |
| 1956 | 269       |
| 1961 | 290       |
| 1970 | 283       |
| 2007 | 290       |
| 2018 | 233       |

### Religion

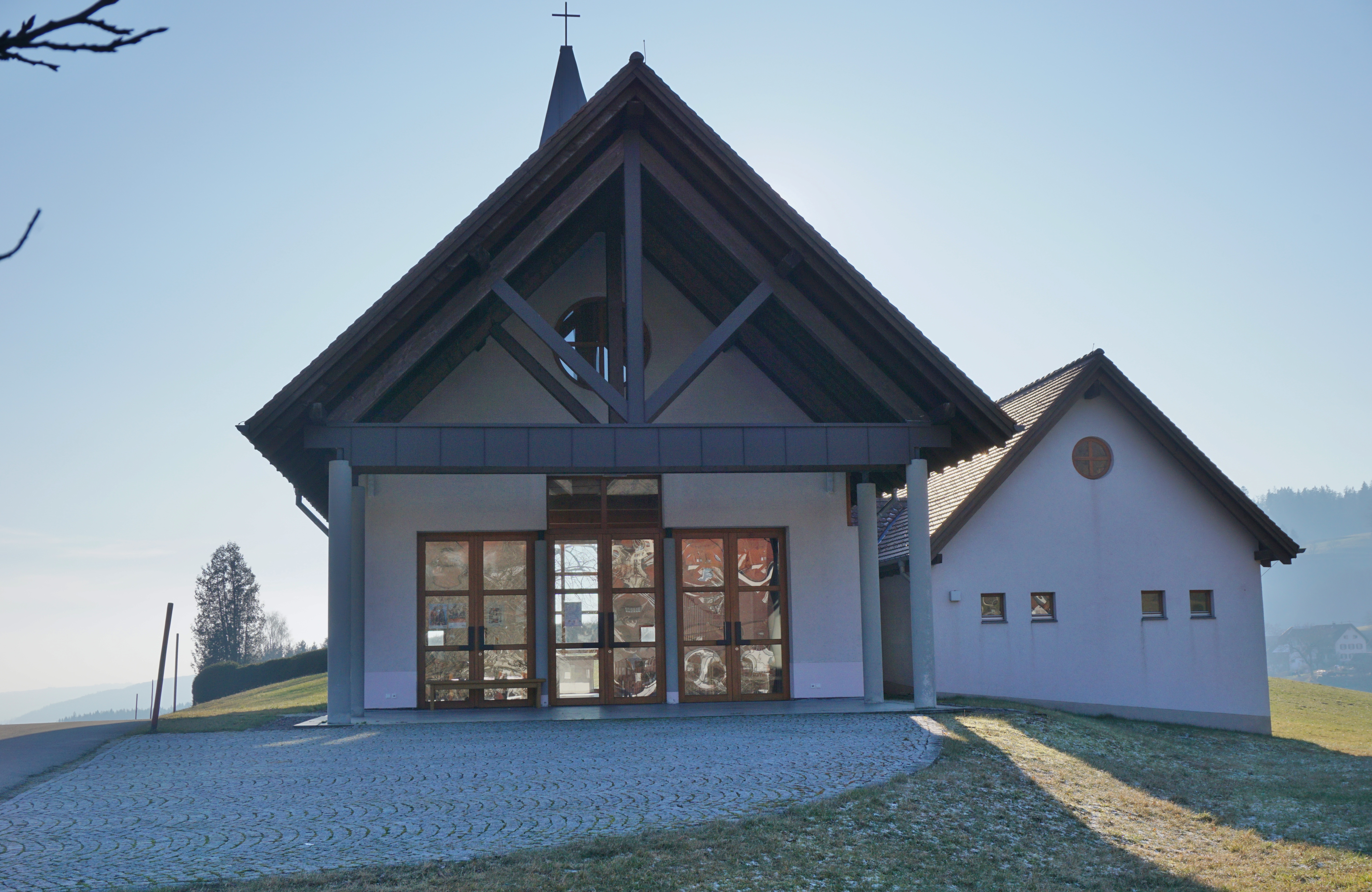
Evangelische Kapelle Ried

Die historische Zugehörigkeit zur Markgrafschaft Baden-Durlach, die 1556 die Reformation einführte, spiegelt sich bis heute in der Religionszugehörigkeit. Der weitaus überwiegende Anteil der Bevölkerung ist evangelisch und wird von Evangelischen Kirchengemeinde Oberes Kleines Wiesental betreut. Im Teilort Ried gibt es eine evangelische Kapelle. Die Katholiken werden von der Seelsorgeeinheit Mittleres Wiesental betreut, die auch eine Kirche in Hausen hat.

## Kultur und Sehenswürdigkeiten

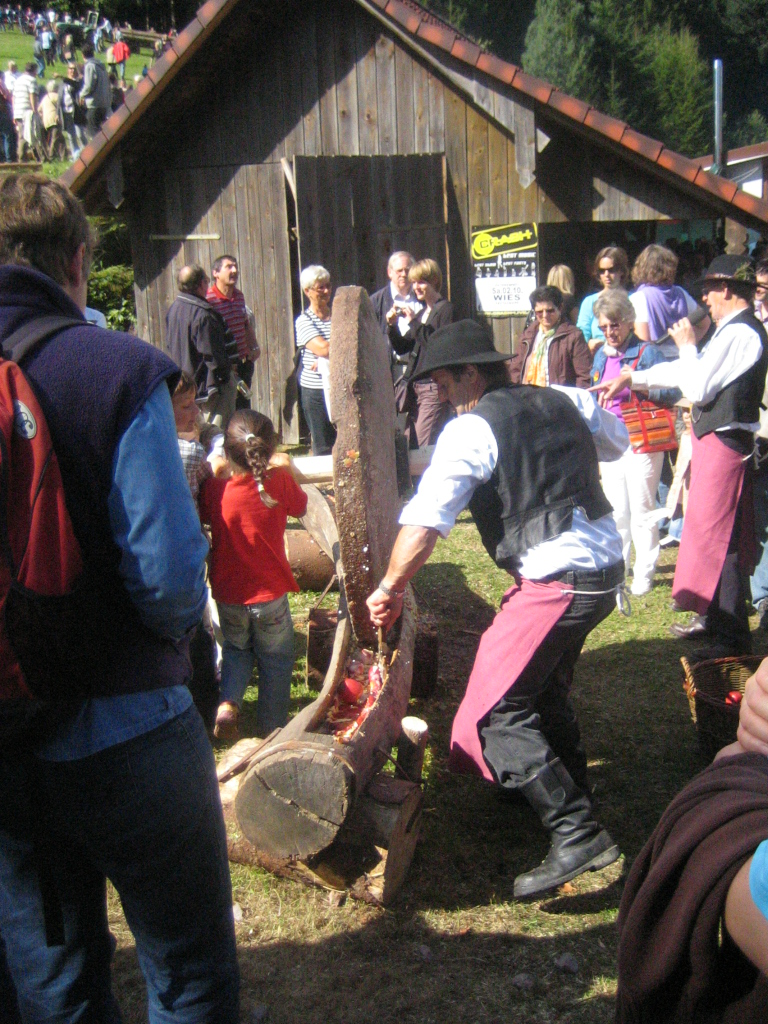
Brauchtumsfest 2010 – Herstellung von Apfelmost

Der Verein Brauchtum im Kleinen Wiesental-Raich e. V. (BKW) führt alle zwei Jahre ein Brauchtumsfest durch, wobei handwerkliche und landwirtschaftliche Bräuche vorgeführt werden. Im jeweils dazwischenliegenden Jahr organisiert der Verein einen „Brauchtumsmarkt“.
Neben vielen bäuerlichen und handwerklichen Tätigkeiten, wie sie in vielen Dörfern betrieben wurden, führt in Raich die Interessengemeinschaft „Billich'sche Feilenhauerei“ das Handwerk des Feilenhauers vor. Bis 1975 betrieb die Familie Billich im Ortsteil Wieslet der Gemeinde Kleines Wiesental eine Feilenhauerei. Bei der Aufgabe des Betriebs wurde das Inventar 1991 durch eine Interessengemeinschaft übernommen und zunächst eingelagert. 2016 wurde die Feilenhauerei in einem eigens hierfür errichteten Anbau an die Lindenhalle in Raich wieder aufgebaut.

## Wirtschaft
Im 19. Jahrhundert galten die Orte als durchaus wohlhabende Bauernsiedlungen. Die teilweise extremen Hanglagen machten eine Mechanisierung der Landwirtschaft jedoch unmöglich, so fanden nur noch wenige Einwohner ihr Einkommen in der rein bäuerlichen Existenz. Raich lebt heute von einem bescheidenen Fremdenverkehr und ist Wohnort für Berufspendler.

## Sonstiges
1985 erhielt Raich Gold beim Bundeswettbewerb "Unser Dorf soll schöner werden" und darf sich Golddorf nennen.